# Stormseizoen in Europa 2024-2025
Dit artikel geeft een overzicht van zware stormen in Europa in het seizoen 2024-2025. De periode loopt van september 2024 tot augustus 2025.
Seizoen 2024-2025 is het tiende Europese stormseizoen op rij waarin de stormen een eigen naam krijgen. De stormnamen van het nieuwe seizoen werden op 28 augustus 2024 vrijgegeven. Stormen die zich voordoen tot en met 31 augustus 2025 worden in dit seizoen opgenomen. Dit is het zesde seizoen waarin Nederland (het KNMI) meedoet, samen met de weersinstituten van Ierland en het Verenigd Koninkrijk (Western Group). De Portugese, Spaanse, Franse en Belgische (het KMI) meteorologische agentschappen werken opnieuw, voor de achtste keer, samen met het Luxemburgse weersinstituut (South-western Group). Dit is het vierde seizoen waarin Griekenland, Israël en Cyprus (Eastern Mediterranean Group), en Italië, Slovenië, Kroatië, Montenegro, Noord-Macedonië en Malta (Central Mediterranean Group) stormen benoemen die hun gebieden treffen.

## Achtergrond
Er bestaat in Europa geen universele definitie van wat een storm inhoudt, noch bestaat er een universeel geaccepteerd systeem voor het benoemen van stormen. In de Western Group (Groot-Brittannië, Ierland en Nederland) wordt bijvoorbeeld van een storm gesproken als een van de meteorologische instanties in die landen een "code oranje" afgeeft (amber in Groot-Brittannië), wat doorgaans een waarschijnlijkheid van een storm aanduidt met aanhoudende windsnelheden van meer dan 65 km/uur of wijdverbreide windstoten van meer dan 110 km/uur (Vereiste windsnelheden variëren enigszins per instantie en per seizoen). Bij het benoemen van een storm wordt rekening gehouden met zowel de waarschijnlijkheid van een impact als de potentiële ernst van deze storm. De South-western Group (Spanje, Portugal en Frankrijk) delen een soortgelijk systeem voor de naamgeving van stormen, hoewel hun namen verschillen van die welke door de Western Group worden gebruikt. In Griekenland zijn echter naamgevingscriteria opgesteld voor stormen waarbij de voorspelde windsnelheden boven land boven de 50 km/uur liggen, waarbij de wind naar verwachting een aanzienlijke impact zal hebben op de infrastructuur. In Denemarken moet een storm een gemiddelde windsnelheid per uur hebben van minimaal 90 km/uur (25 m/s).
De meteorologie-afdeling van de Vrije Universiteit van Berlijn (FUB) benoemt alle hoge- en lagedruksystemen die Europa treffen, hoewel ze geen namen geven aan daadwerkelijke stormen. Een storm die bij een van deze druksystemen hoort, zal soms worden herkend aan de naam die door de FUB aan het bijbehorende druksysteem is toegekend. In dit artikel worden genoemde stormen beschreven die zijn erkend door een Europees meteorologisch agentschap.
Voormalige Atlantische orkanen zullen hun naam behouden zoals toegewezen door het National Hurricane Center van de Verenigde Staten.

## Western Group
De volgende namen werden gekozen voor het seizoen 2024-2025 in het Verenigd Koninkrijk, Ierland en Nederland.
- Ashley
- Bert [5]
- Conall [6]
- Darragh [7]
- Éowyn [8]
- Floris [9]
- Gerben (nog niet in gebruik)
- Hugo (nog niet in gebruik)
- Izzy (nog niet in gebruik)
- James (nog niet in gebruik)
- Kayleigh (nog niet in gebruik)
- Lewis (nog niet in gebruik)
- Mavis (nog niet in gebruik)
- Naoise (nog niet in gebruik)
- Otje (nog niet in gebruik)
- Poppy (nog niet in gebruik)
- Rafi (nog niet in gebruik)
- Sayuri (nog niet in gebruik)
- Tilly (nog niet in gebruik)
- Vivienne (nog niet in gebruik)
- Wren (nog niet in gebruik)

## South-western Group
De volgende namen (afwisselend vrouwelijk en mannelijk) werden gekozen voor het seizoen 2024-2025 in Frankrijk, Spanje, Portugal, Luxemburg en België.
- Aitor
- Berenice
- Caetano
- Dorothea
- Enol
- Floriane
- Garoe
- Herminia [11]
- Ivo
- Jana
- Konrad
- Laurence [12]
- Martinho
- Nuria
- Olivier (nog niet in gebruik)
- Pauline (nog niet in gebruik)
- Rudiger (nog niet in gebruik)
- Salma (nog niet in gebruik)
- Timothee (nog niet in gebruik)
- Vanda (nog niet in gebruik)
- Wolfgang (nog niet in gebruik)

## Eastern Mediterranean Group
De Eastern Mediterranean Group werkt iets anders dan andere naamlijsten. In plaats van een seizoen te beëindigen op 31 augustus van dat jaar, beëindigen ze het seizoen op 30 september van dat jaar. Dit zijn de namen die werden gekozen voor het seizoen 2024-2025 in Griekenland, Israël en Cyprus.
- Alexandros
- Bora (nog niet in gebruik)
- Coral (nog niet in gebruik)
- Daphne (nog niet in gebruik)
- Ermis (nog niet in gebruik)
- Frida (nog niet in gebruik)
- Gerasimos (nog niet in gebruik)
- Hemera (nog niet in gebruik)
- Ido (nog niet in gebruik)
- Julia (nog niet in gebruik)
- Kiniras (nog niet in gebruik)
- Lea (nog niet in gebruik)
- Marinos (nog niet in gebruik)
- Nestor (nog niet in gebruik)
- Ofek (nog niet in gebruik)
- Pelagia (nog niet in gebruik)
- Qesem (nog niet in gebruik)
- Roni (nog niet in gebruik)
- Solon (nog niet in gebruik)
- Tria (nog niet in gebruik)
- Uri (nog niet in gebruik)
- Valeria (nog niet in gebruik)
- Yam (nog niet in gebruik)
- Zoe (nog niet in gebruik)

## Central Mediterranean Group
De volgende namen (afwisselend vrouwelijk en mannelijk) werden gekozen voor het seizoen 2024-2025 in Italië, Slovenië, Kroatië, Montenegro, Albanië en Malta.
- Atena
- Boris
- Cassandra
- Dionisio (nog niet in gebruik)
- Elena (nog niet in gebruik)
- Felix (nog niet in gebruik)
- Gabri (nog niet in gebruik)
- Hans (nog niet in gebruik)
- Ines (nog niet in gebruik)
- Lukas (nog niet in gebruik)
- Moira (nog niet in gebruik)
- Nenu (nog niet in gebruik)
- Oana (nog niet in gebruik)
- Pino (nog niet in gebruik)
- Rosa (nog niet in gebruik)
- Sirio (nog niet in gebruik)
- Talia (nog niet in gebruik)
- Uli (nog niet in gebruik)
- Vera (nog niet in gebruik)
- Zoran (nog niet in gebruik)

## Central & Southern Group
De Vrije Universiteit Berlijn benoemt stormdepressies in Centraal-Europa. De lagedrukgebieden kregen in 2024 een vrouwelijke voornaam en de hogedrukgebieden in 2024 een mannelijke voornaam.

## Northern and North-Western Group
Deze groep maakt, net als de Vrije Universiteit van Berlijn, geen gebruik van een vooraf vastgestelde namenlijst, maar benoemt stormen wanneer deze van geen enkele andere meteorologische dienst in Europa een naam hebben gekregen en naar verwachting Denemarken, Noorwegen of Zweden zullen treffen.
- Jakob